# Patrick Dorgu
Patrick Dorgu (ur. 26 października 2004 w Kopenhadze) – duński piłkarz nigeryjskiego pochodzenia, występujący na pozycji obrońcy w Manchesterze United. Reprezentant Danii.

## Kariera klubowa
Pierwsze kroki w seniorskiej piłce stawiał w US Lecce.
2 lutego 2025 roku podpisał 5,5-letni kontrakt z opcją przedłużenia o kolejny rok z Manchesterem United. W nowym klubie zadebiutował pięć dni później w wygranym 2:1 meczu przeciwko Leicester City, zostając zmienionym w przerwie meczu przez Alejandro Garnacho.

## Statystyki

### Klubowe
(aktualne na 17 sierpnia 2025)
| Klub               | Sezon              | Liga               | Liga | Liga | Puchar kraju | Puchar kraju | Puchar ligi | Puchar ligi | Europa | Europa | Inne | Inne | Suma | Suma |
| Klub               | Sezon              | Liga               | M    | B    | M            | B            | M           | B           | M      | B      | M    | B    | M    | B    |
| ------------------ | ------------------ | ------------------ | ---- | ---- | ------------ | ------------ | ----------- | ----------- | ------ | ------ | ---- | ---- | ---- | ---- |
| US Lecce           | 2023/24            | Serie A            | 32   | 2    | 2            | 0            | –           | –           | –      | –      | –    | –    | 34   | 2    |
| US Lecce           | 2024/25            | Serie A            | 21   | 3    | 2            | 0            | –           | –           | –      | –      | –    | –    | 23   | 3    |
| Manchester United  | 2024/25            | Premier League     | 12   | 0    | 1            | 0            | –           | –           | 7      | 0      | –    | –    | 20   | 0    |
| Manchester United  | 2025/26            | Premier League     | 1    | 0    | 0            | 0            | 0           | 0           | –      | –      | –    | –    | 1    | 0    |
| Ogólnie w karierze | Ogólnie w karierze | Ogólnie w karierze | 66   | 5    | 5            | 0            | 0           | 0           | 7      | 0      | 0    | 0    | 78   | 5    |

### Reprezentacyjne
(aktualne na 10 czerwca 2025)
| Reprezentacja | Rok     | Mecze | Bramki |
| ------------- | ------- | ----- | ------ |
| Dania         |         |       |        |
| 2024          | 4       | 1     |        |
| 2025          | 3       | 0     |        |
| Ogólnie       | Ogólnie | 7     | 1      |